# Banco Consorcio
Banco Consorcio es una empresa bancaria chilena, filial del Grupo Consorcio. Fundado en 2002 como Banco Monex y adquirido por el Grupo Consorcio en 2009.

## Historia
Consorcio, ligado a las familias: Hurtado Vicuña, Fernández León y Garcés Silva, en 2009, suscribió una promesa de compraventa para adquisición del Banco Monex, ligado al empresario Jacques Ergas, por aproximadamente US$25 millones.
A principios de 2010 se realiza el cambio de nombre a Banco Consorcio.

## Propiedad
El banco se compone de la siguiente propiedad:
- Consorcio Financiero S.A. (71.52%), a su vez se compone de:
  - Banvida S.A. y P&S S.A. (42.02%), donde: Banvida S.A. es una sociedad abierta controlada por la familia Fernández León y José Antonio Garcés, P&S S.A. es una sociedad anónima cerrada de propiedad de la familia Hurtado Vicuña.
  - Interna-tional Finance Corporation (5,88%)
  - Calverton Spain SL (2,35%)
  - BP S.A. (5,61%), formado por ejecutivos y exejecutivos del grupo.
  - Fondos de Inversión Privados Tobalaba y El Bosque (2.12%), formado por ejecutivos y exejecutivos del grupo.
- Consorcio Inversiones Dos Limitada (28.48%)

## Filiales
- Consorcio Corredores de Bolsa
- Consorcio Tarjetas de Crédito